# Valgus fuscatus
Valgus fuscatus är en skalbaggsart som beskrevs av Ernst Gustav Kraatz 1896. Valgus fuscatus ingår i släktet Valgus och familjen Cetoniidae. Inga underarter finns listade i Catalogue of Life.